# Silometopus crassipedis
Silometopus crassipedis là một loài nhện trong họ Linyphiidae.
Loài này thuộc chi Silometopus. Silometopus crassipedis được miêu tả năm 2007 bởi Andrei V. Tanasevitch & Piterkina.